# Iowa Vanes
Im Bereich der Gewässerregulierung stellen Iowa Vanes („vane“ = englisch für Flügel, Leitblech) eine Alternative zu Buhnen und Spundwänden zur Uferbefestigung dar.
Professor A. Jacob Odgaard von der University of Iowa führte sie erstmals 1984 am East Nishnabotna River und am West Fork Cedar River ein, um Erosion und Flussbettverlagerung im Bereich von Autobahnbrücken zu verhindern.

## Funktionsweise

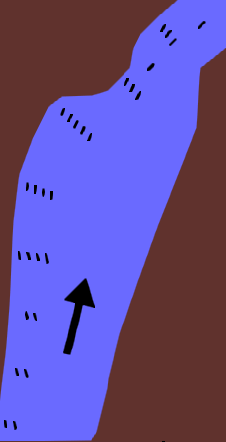
Schemazeichnung zur Anordnung der Leitbleche in einem Fluss

Felder von Leitwänden (sogenannte vanes) werden am Außenufer einer Flussbiegung eingebracht. Sie stehen senkrecht und sind ca. 10 bis 25° aus der ungestörten Strömungsrichtung nach außen gedreht. Im Hochwasserfall werden sie überströmt und erzeugen durch die grundnahe Umlenkung eine Sekundärströmung. Dadurch wird der Geschiebestrom an das Außenufer gelenkt. Die Hauptstromlinie verlagert sich so zur Innenseite. Die Folge ist eine Ablagerung von Geschiebe an der erosionsgefährdeten Außenflanke des Gewässers. Dabei werden die Vanes mitunter Teil der Geröllbank.

## Bauweisen
Alle hinreichend im Grund verankerten Bauweisen des technischen Wasserbaus sind prinzipiell geeignet:
- Spundwände
- Betonkörper auf Pfahlgründung
- Holzschwellen zwischen Stahlprofilen